# Didymosphaeria alhagi
Didymosphaeria alhagi är en lavart som beskrevs av Lobik 1928. Didymosphaeria alhagi ingår i släktet Didymosphaeria och familjen Didymosphaeriaceae.   Inga underarter finns listade i Catalogue of Life.